# Rymosia bifida
Rymosia bifida är en tvåvingeart som beskrevs av Edwards 1925. Rymosia bifida ingår i släktet Rymosia och familjen svampmyggor. Arten är reproducerande i Sverige. Inga underarter finns listade i Catalogue of Life.